# Ройтер, Кэтрин
Кэ́трин Ро́йтер-А́дамек (англ. Katherine Reutter-Adamek, р.30 июля 1988) — американская шорт-трекистка, серебряная и бронзовая призёр Олимпийских игр 2010 года, чемпионка мира и многократная призёр чемпионатов мира.

## Спортивная карьера
Кэтрин Ройтер родилась в 1988 году в Шампейне (штат Иллинойс). В 4-летнем возрасте родители отдали её в секцию фигурного катания, но быстро выяснилось, что её больше привлекает конькобежный спорт. Её отец был тренером Кэтрин всю её юность. Когда она училась в старшей школе, то была организована встреча для учащихся со знаменитой выпускницей — пятикратной олимпийской чемпионкой Бонни Блэр. После этой встречи Ройтер решила, что будет заниматься шорт-треком.
-«С первой нашей встречи я знал, что в Кэтрин есть что-то особенное», — сказал её бывший тренер Майкл Макдоннелл. «Она сидела в моём кабинете, когда ей было 16 лет, и сказала: „Тренер, я собираюсь участвовать в Олимпийских играх“. Я верил ей и наслаждался каждой минутой её восхождения на вершину». В 2005 году она начала заниматься конькобежным спортом профессионально и переехала в Олимпийский образовательный центр в Маркетте, штат Мичиган, где продолжала тренироваться.
На юниорском чемпионате мира 2006 года заняла общее 35-е место, а через год она переехала в Солт-Лейк-Сити, где тренировалась с национальной командой, выступила на командном чемпионате мира в Будапеште и помогла занять команде 4-е место. В сезоне 2007/08 годов дебютировала на Кубке мира, и в Харбине заняла три четвёртых места, но уже в Турине через несколько недель взяла две бронзы на 1000 м и в эстафете. Вскоре выиграла чемпионат США, став первой на всех пяти дистанциях.
В 2008 году Кэтрин Ройтер на чемпионате мира в Канныне заняла 5 место на 500 м, 4-е на 1500 м и 3-е в суперфинале на 3000 м и выиграла два серебра на 1000 и 1500 м на кубке мира в Солт-Лейк-Сити, а также стала чемпионом США во второй раз. В 2009 году стала обладательницей бронзовой медали чемпионата мира среди команд в Херенвене. В 2010 году она завоевала серебряную медаль на 1000 м и бронзовую в эстафете Олимпийских игр в Ванкувере, и две бронзовые медали на 1000 м и в эстафете чемпионата мира в Софии.
В 2011 году стала обладательницей золотой медали на 1500 м,и бронзовой на 1000 м и серебряной в многоборье чемпионата мира в Шеффилде, бронзовой медали чемпионата мира среди команд в Варшаве. В 2012 году выиграла несколько дистанции на кубке мира. Её тело постоянно ломало. боль была её спутником на протяжении 6-ти лет и после трёх операции на тазобедренном суставе и хронических проблем в нижней части спины в начале 2013 года Кэтрин Ройтер вынуждена была уйти и объявила о завершении спортивной карьеры. Проработав 3 года в роли тренера
Желая облегчить боль и улучшить состояние она обратилась к хиропрактику из Милуоки, доктору Джо Сковеллу, который руководил клиникой в том районе, где тренировалась Ройтер. Она лечилась не только традиционно, но изменила своё питание и добавки, она занималась тяжёлой атлетикой и йогой. «Чем дольше я жила без боли, тем больше воодушевлялась», — говорит Ройтер. Она проработала 3 года в роли тренера но из Милуоки не уехала и в 2016 году приступила с командой к тренировкам, для подготовки к Олимпиаде 2018 года. В сезоне 2016/17 года участвовала на этапах Кубка мира и заняла трижды 5-е места, но после одного из падении получила сотрясение мозга и пропустила чемпионат мира в Роттердаме. Ройтер пропустила полгода из-за травмы и продолжила подготовку. На предолимпийском отборе она почти показала свои лучшие секунды, но в итоге не пробилась в Олимпийскую команду. За время выступления в Кубке мира выиграла 15 золотых медалей, 15 — серебряных, и 7 — бронзовых.

## Карьера тренера
После ухода из спорта в 2013 году она проработала тренером в Национальном ледовом центре Петтитв до 2016 года, а в 2018 году Кэтрин вновь вернулась в тренерскую деятельность, она сочетает свой многолетний опыт в качестве спортсмена и тренера с новейшими исследованиями в области спортивной психологии, питания и физиологии физических упражнений. Замужем за бывшим профессиональным хоккеистом Марком Адамеком